# 永田や仏壇店
永田や佛壇店（ながたやぶつだんてん）は、愛知県岡崎市に本社を置く、仏壇および仏具の製造・販売を行う会社。商号上は株式会社永田屋（英称:Nagataya Co., Ltd.）。

## 概要
1901年（明治34年）創業。東海地方では「永田やだ～　永田やだ～」と連呼するCM（同社HPで聞くことができる）や三重テレビナイターでの字幕スーパー（ホームランを放ったときに登場）で知られる。
神奈川県相模原市にある永田屋仏壇店（お仏壇の永田屋）との関係はない。

## 店舗
- 岡崎総本店（愛知県岡崎市上六名）
- 岡崎康生店・寺院部（愛知県岡崎市康生通東） - かつての本店
- 知立本店（愛知県知立市）
- 一宮本店（愛知県一宮市）
- 半田店（愛知県半田市）
- 西尾店（愛知県西尾市）
- 豊橋店（愛知県豊橋市）
- 碧南店（愛知県碧南市）
- 高浜店（愛知県高浜市）
- 豊田店（愛知県豊田市）
- 春日井店（愛知県春日井市）
- 北名古屋店（愛知県北名古屋市）
- イオンモール名古屋茶屋店（愛知県名古屋市港区）
- イオン守山店（愛知県名古屋市守山区）
- なむなむや（愛知県安城市） - 墓石ショールーム
- ティア豊田土橋（愛知県豊田市）
- ティア豊田中央（愛知県豊田市）
- ティア豊田浄水（愛知県豊田市）
- ティアみよし（愛知県みよし市）
- フトン巻きのジロー一宮富士バイパス店（愛知県一宮市）
- フトン巻きのジロー名古屋新守山店（愛知県名古屋市守山区）
- フトン巻きのジロー豊田土橋駅前店（愛知県豊田市）
- フトン巻きのジロー江南滝学園前店（愛知県江南市）